# Капица, Пётр Иосифович
Пётр Иосифович Ка́пица (11 [24] января 1909, Сувалки — 1998[…]) — русский советский писатель.

## Биография
Родился в еврейской семье. С 1926 по 1928 учился в ФЗУ. В 1920-е работал в литейном цехе завода «Знамя труда» в Ленинграде, отливал детали для тракторов «Фордзон-Путиловец».
В 1928 году вступил в ВКП(б).
В 1929 году по путёвке был направлен и в 1934 году окончил Ленинградский инженерно-экономический институт.
Выступил в печати с повестями «Правила весны» (1931) и «Настоящая работа» (1932).
Много писал для юношества и о юношестве («Многоугольники и круги», совместно с П. Радчиком (1932)), о воспитании советских спортсменов, о героическом подвиге советского народа в годы Великой Отечественной войны, о борцах за установление советской власти, о советских моряках.
Участник Великой Отечественной войны, был в блокадном Ленинграде, на Белом море, сотрудник газеты «Красный черноморец» ЧФ Упр. воен.-мор. издательства НКВМФ 2 бригады подплава.
По окончании войны занимал руководящие должности в Ленинградской писательский организации, с 1965 года — Председатель правления, заместитель главного редактора журнала «Звезда» (1946—1964).
Во время компании по осуждению Иосифа Бродского за тунеядство выступил на заседании Ленинградского отделения СП РСФСР 17 декабря 1963 года в поддержку обвинения.
Похоронен на Комаровском кладбище.

## Фильмография
- 1941 — «Боксёры»